# Кучкаров, Ибрагим Уралович
Ибрагим Уралович Кучкаров — советский хозяйственный, государственный и политический деятель.

## Биография
Родился в 1931 году. Член КПСС.
С 1953 года — на хозяйственной, общественной и политической работе. В 1953—1987 гг. — преподаватель Самаркандского педагогического училища, заместитель завотделом пропаганды и агитации обкома, секретарь комитета комсомола Самаркандского сельскохозяйственного института, первый секретарь Джизакского райкома комсомола, зампредседателя Джизакского райисполкома, второй, первый секретарь Джизакского райкома партии, председатель Гулистанского горисполкома, первый секретарь Гулистанского горкома партии, первый заместитель председателя, председатель Сырдарьинского облисполкома.
Избирался депутатом Верховного Совета Узбекской ССР 8-го, 9-го, 10-го и 11-го созывов.
Делегат XXV, XXVI и XXVII съездов КПСС.
Живёт в Узбекистане.